# Новое Поле (Омская область)
Но́вое По́ле — деревня в Марьяновском районе Омской области России, в составе Степнинского сельского поселения.
Население — 3 чел. (2010)

## Физико-географическая характеристика
Новое Поле находится в лесостепи в пределах Ишимской равнины, являющейся частью Западно-Сибирской равнины. К северу от деревни имеется небольшое водохранилище. В окрестностях населённого пункта распространены лугово-чернозёмные солонцеватые и солончаковые почвы.
По автомобильным дорогам расстояние до областного центра города Омск составляет 68 км, до районного центра посёлка Марьяновка — 20 км, до административного центра сельского поселения села Степное — 15 км.
Часовой пояс
Новое Поле,как и вся Омская область находится в часовой зоне МСК+3. Смещение применяемого времени относительно UTC составляет +6:00.

## История
Основано в 1926 г. В 1928 г. выселок Новое Поле состоял из 8 хозяйств, основное население — русские. В составе Степновского сельсовета Любинского района Омского округа Сибирского края.

## Население
| 1920 | 1979 | 1989 | 2010 |
| ---- | ---- | ---- | ---- |
| 32   | ↗112 | ↘46  | ↘3   |